# Callistocythere ventrolata
Callistocythere ventrolata is een mosselkreeftjessoort uit de familie van de Leptocytheridae. De wetenschappelijke naam van de soort is voor het eerst geldig gepubliceerd in 1995 door Yassini & Jones.